# Corynostylis arborea
Corynostylis arborea är en violväxtart som först beskrevs av Carl von Linné, och fick sitt nu gällande namn av Sidney Fay Blake. Corynostylis arborea ingår i släktet Corynostylis och familjen violväxter. Inga underarter finns listade i Catalogue of Life.

## Bildgalleri

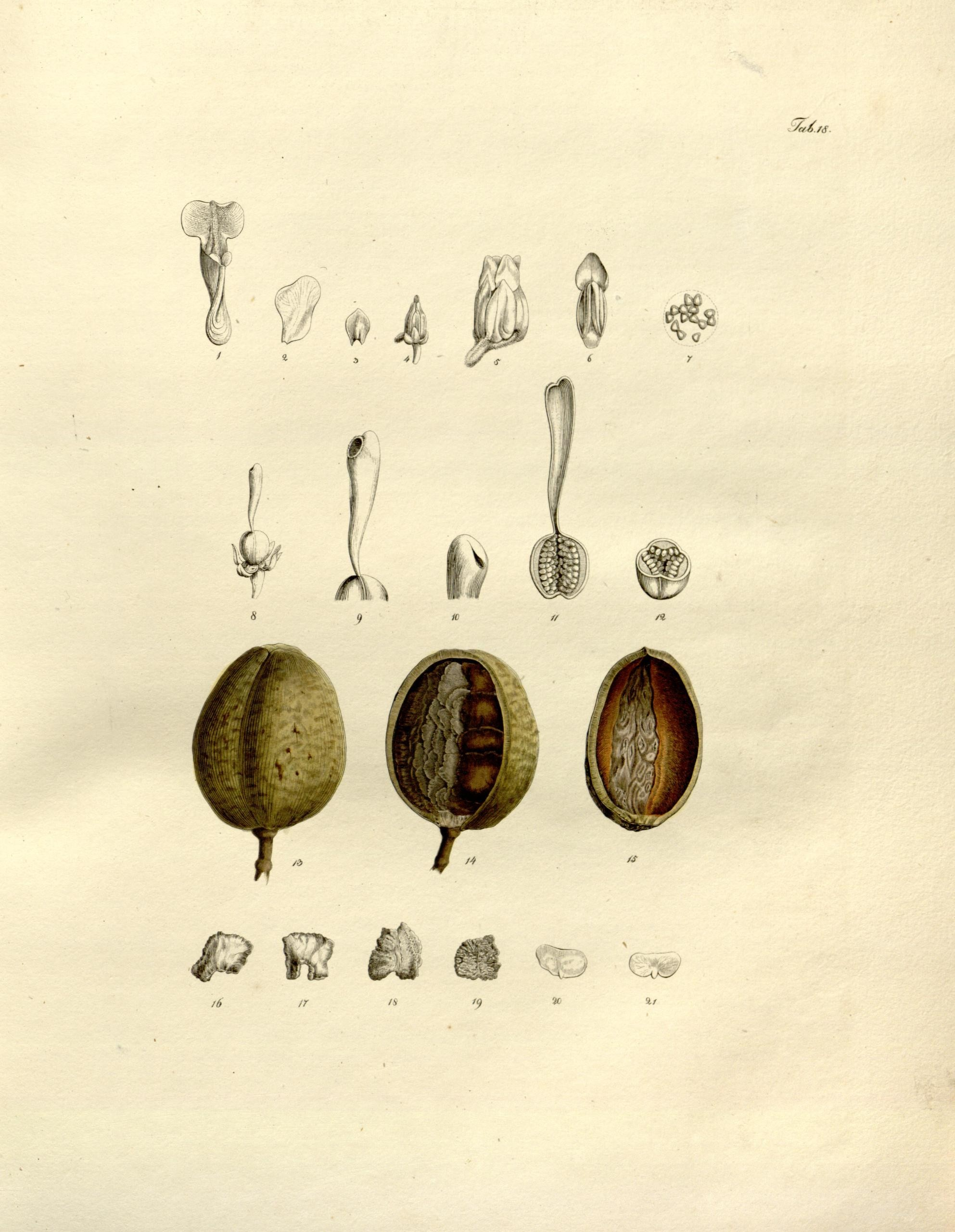